# Mieczysław Obiedziński

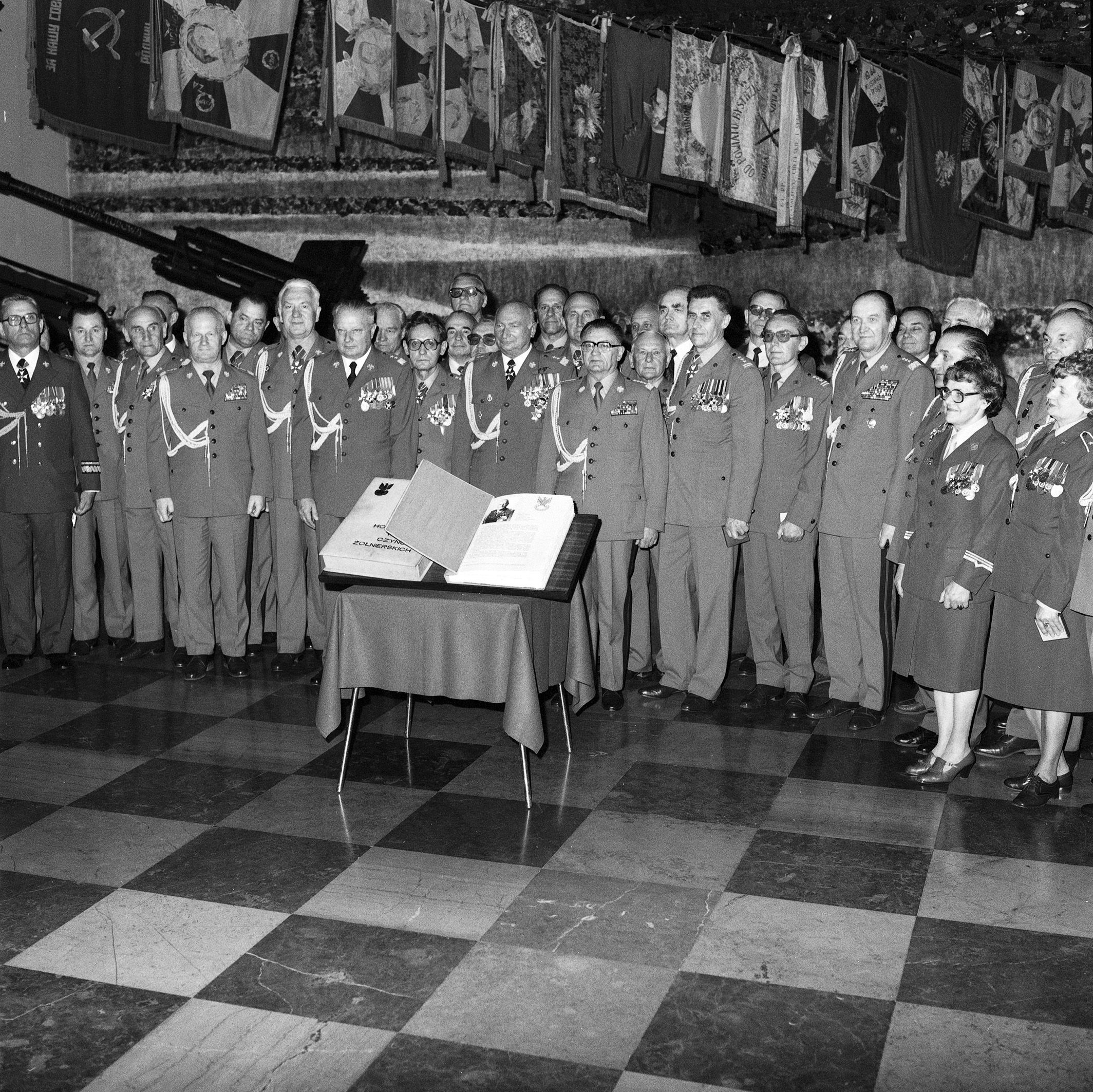
Spotkanie kierownictwa MON ze wszystkimi generałami, oficerami i żołnierzami WP wpisanymi do Honorowej Księgi Czynów Żołnierskich od czasu jej ustanowienia z okazji 40-lecia Zwycięstwa, Sala Zwycięstwa Muzeum Wojska Polskiego, 9 maja 1985 r. Od lewej: kontradmirał Aleksy Parol, gen. broni Józef Użycki, gen. bryg. Marian Pasternak, gen. broni Józef Baryła, gen. bryg. Henryk Kondas, gen. bryg. Władysław Jura, gen. dyw. Wiesław Wojciechowski, NN, gen. dyw. pil. Roman Paszkowski, gen. armii Florian Siwicki, płk Henryk Gradzik, płk Roman Leś, płk Tadeusz Bieniasz, NN, gen. broni Mieczysław Obiedziński, płk Stefan Rutkowski, płk prof. Stanisław Barański i inni

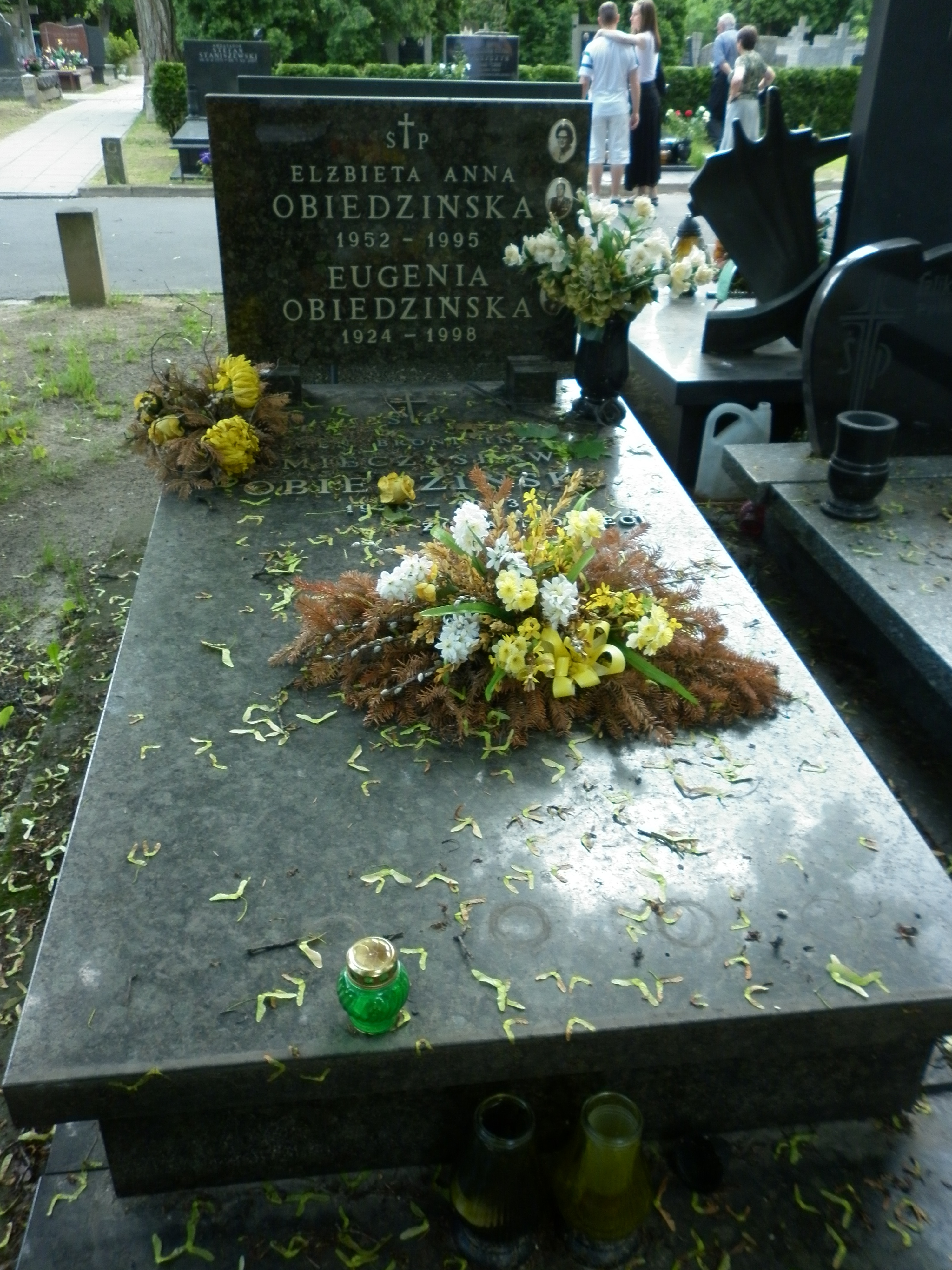
Grób Mieczysława Obiedzińskiiego na Wojskowych Powązkach

Mieczysław Obiedziński (ur. 15 maja 1920 w Tajenku, zm. 3 września 1993 w Warszawie) – generał broni Wojska Polskiego, główny kwatermistrz WP 1970-1985, wiceminister obrony narodowej 1976-1985.

## Życiorys
Do 1939 skończył 4 klasy gimnazjum w Augustowie, 1939-1941 uczył się w sowieckiej „dziesięciolatce”. W czerwcu 1941 deportowany na sowiecki Daleki Wschód, gdzie pracował w kołchozie. W maju 1943 wstąpił do 1 DP. im. T. Kościuszki. Skończył szkołę oficerską w Riazaniu ze stopniem podporucznika i został oficerem kwatermistrzostwa 3 Dywizji Piechoty. Przebył szlak bojowy na froncie niemieckim od Pilicy przez warszawską Pragę, Bydgoszcz, Kołobrzeg do Berlina. 
Po wojnie od 3 VI 1945 do 31 III 1948 brał udział w walkach z podziemiem w okolicach Lubaczowa, Jarosławia, Tomaszowa Lubelskiego, Biłgoraja, Hrubieszowa i Zamościa. Kwatermistrz grupy operacyjnej i p.o. kwatermistrza zgrupowania, od 2 XI 1946 kwatermistrz dywizji w stopniu kapitana, a od lipca 1947 majora. W kwietniu 1948 usunięty ze służby i prawdopodobnie aresztowany.
W kwietniu 1950 powrócił do służby i kierował wydziałami, a w latach 1954-1957 był zastępcą szefa Departamentu Żywnościowego MON. W drugiej połowie 1954 był uczestnikiem Misji Polskiej przy Międzynarodowej Komisji Kontroli i Nadzoru w Kambodży. 1957-1960 ukończył studia w Akademii Sztabu Generalnego, a w 1965 został inżynierem technologii rolno-spożywczej. 16 X 1964 został szefem sztabu Głównego Kwatermistrzostwa WP, a w latach 1970-1985 był głównym kwatermistrzem WP. Generał brygady od jesieni 1965 (nominację wręczył mu w Belwederze przewodniczący Rady Państwa Edward Ochab, generał dywizji od jesieni 1970 (nominację wręczył mu przewodniczący Rady Państwa marszałek Polski Marian Spychalski). W 1976 został wiceministrem obrony narodowej. Jesienią 1977 awansowany do stopnia generała broni (nominację wręczył mu I sekretarz Komitetu Centralnego PZPR Edward Gierek). Po przeniesieniu w stan spoczynku w grudniu 1985 był w latach 1987-1990 Konsulem Generalnym PRL w Mińsku na Białorusi.
Działacz PZPR, w latach 1980-1986 zastępca członka Komitetu Centralnego PZPR.
Pochowany na cmentarzu Powązki Wojskowe w Warszawie (kwatera BII-12-8).

## Ordery i odznaczenia[3]
- Order Virtuti Militari V klasy (1968)
- Krzyż Komandorski Orderu Odrodzenia Polski (1971)
- Krzyż Oficerski Orderu Odrodzenia Polski (1969)
- Krzyż Kawalerski Orderu Odrodzenia Polski (1959)
- Order Sztandaru Pracy I klasy (1978)
- Order Sztandaru Pracy II klasy (1968)
- Srebrny Krzyż Zasługi (dwukrotnie, 1945 i 1947)
- Srebrny Medal „Zasłużonym na Polu Chwały” (1945)
- Medal 10-lecia Polski Ludowej
- Medal 30-lecia Polski Ludowej
- Medal 40-lecia Polski Ludowej
- Medal za Warszawę 1939–1945
- Medal „Za udział w walkach o Berlin” (1966)
- Złoty Medal „Siły Zbrojne w Służbie Ojczyzny” (1958)
- Srebrny Medal Siły Zbrojne w Służbie Ojczyzny
- Brązowy Medal Siły Zbrojne w Służbie Ojczyzny
- Złoty Medal „Za zasługi dla obronności kraju” (1973)
- Srebrny Medal „Za zasługi dla obronności kraju”
- Brązowy Medal „Za zasługi dla obronności kraju”
- Medal Komisji Edukacji Narodowej (1973)
- Złota Odznaka „Za Zasługi dla Obrony Cywilnej”
- Złoty Medal „Za zasługi dla Ligi Obrony Kraju”
- Złota Odznaka „Za zasługi w obronie granic PRL”
- Złota Odznaka „Za Zasługi w Ochronie Porządku Publicznego”
- Złota Odznaka „Zasłużony Działacz Kultury Fizycznej” (1976)[4]
- Odznaka „Zasłużony Pracownik Rolnictwa” (1976)[5]
- Złoty Medal „Za Zasługi dla Pożarnictwa”
- Odznaka Grunwaldzka
- Złota odznaka honorowa Naczelnej Organizacji Technicznej (1968)[6]
- Odznaka Honorowa Polskiego Czerwonego Krzyża I stopnia (1973)[7]
- Złota Odznaka im. Janka Krasickiego (1974)
- Złota odznaka honorowa „Za Zasługi dla Warszawy” (1977)[8]
- Odznaka „Za zasługi dla województwa ostrołęckiego” (1979)[9]
- Honorowa Odznaka Miasta Łodzi (1975)[10]
- Medal pamiątkowy „Zasłużonemu dla Pomorskiego Okręgu Wojskowego”
- Odznaka „Zasłużony dla Śląskiego Okręgu Wojskowego”
- Medal pamiątkowy „Za zasługi dla Warszawskiego Okręgu Wojskowego”
- Medal „Zasłużonemu dla Lotnictwa”
- Medal „Za zasługi dla Wojsk Obrony Powietrznej Kraju”
- Medal „Za Zasługi dla Marynarki Wojennej”
- Medal Sztabu Generalnego WP „Amor Patriae Suprema Lex”
- Medal pamiątkowy Wojskowej Akademii Medycznej (1973)[11]
- Medal 100 lat ruchu robotniczego w Polsce (1982)[12]
- Order Czerwonego Sztandaru (ZSRR) (1968)
- Order Przyjaźni Narodów (ZSRR) (1973)
- Medal „Za wyzwolenie Warszawy” (ZSRR)
- Medal „Za zdobycie Berlina” (ZSRR)
- Medal „Za zwycięstwo nad Niemcami w Wielkiej Wojnie Ojczyźnianej 1941–1945” (ZSRR)
- Medal jubileuszowy „Dwudziestolecia zwycięstwa w Wielkiej Wojnie Ojczyźnianej 1941–1945” (ZSRR)
- Odznaka „25-lecia Zwycięstwa w Wielkiej Wojnie Ojczyźnianej 1941–1945” (ZSRR, 1970)[13]
- Medal jubileuszowy „Trzydziestolecia zwycięstwa w Wielkiej Wojnie Ojczyźnianej 1941–1945” (ZSRR, 1975)
- Medal jubileuszowy „Czterdziestolecia zwycięstwa w Wielkiej Wojnie Ojczyźnianej 1941–1945” (ZSRR, 1985)
- Medal jubileuszowy „60 lat Sił Zbrojnych ZSRR”
- Medal „Za umacnianie braterstwa broni” (ZSRR, 1980)
- Order Czerwonej Gwiazdy (Czechosłowacja)
- Medal „Za umacnianie Przyjaźni Sił Zbrojnych” II stopnia (Czechosłowacja) (1970)
- Medal Braterstwa Broni Kuba (1983)[14]
- Złoty Medal Braterstwa Broni (NRD) (1973)
- Order Czerwonego Sztandaru (Węgry) (1977)
- Złoty Medal Braterstwa Broni (Bułgaria) (1980)
- Medal Przyjaźni (Wietnam) (1977)
- Medal Wyzwolenia I klasy (Wietnam) (1977)
- Order Zasługi Wojskowej I klasy (1985, Wietnam)[15]